# 粉川忠

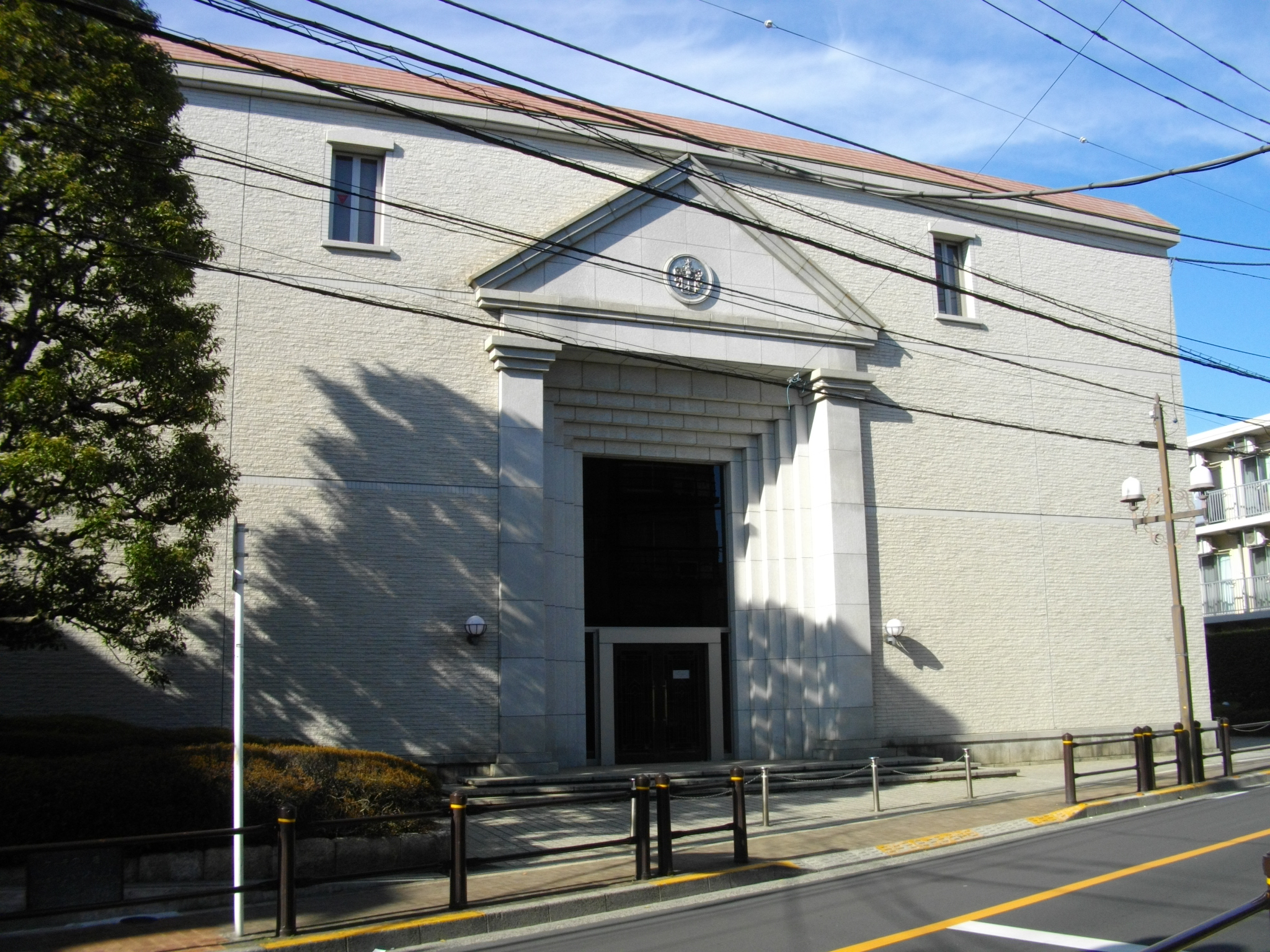
東京ゲーテ記念館(東京都北区)

粉川忠（こがわ ただし、1907年6月19日-1989年7月17日)は、日本の実業家。文献収集家。ゲーテ研究家。ドイツの文豪・ゲーテの書籍や関連文献を生涯にわたって集めて、東京ゲーテ記念館を開館させた人物として知られている。

## 生涯
現在の茨城県水戸市開江で生まれた。父親は地元の村長で、忠は4人兄弟の長男として生まれた。1923年に茨城師範学校へ入学。この師範学校時代にゲーテの『ファウスト』を先輩に薦められたのがきっかけでゲーテを知る。1927年に師範学校を首席で卒業。しかし、その後は教職に就くことはなかった。その後、しばらく水戸と東京を往復する日々が続く。1928年に友人にゲーテについて聞かれてそれを調べていくうちに、ますますゲーテのとりこになり、いつかはゲーテの図書館を作ろうという決心をする。しかし、郷里ではそのようなものに金は出せないと拒まれ、まず東京で事業を展開することを志した。最初は上野で荷物運びや運送など事業を行うようになり、その後味噌醸造機の機械を作る会社を設立した。
1929年に軍隊に入隊、1930年に除隊。その後は、機械のセールスを熱心にする傍ら、全国各地を巡りゲーテの書籍の収集に勤しむ日々が続いた。1940年に東京・本郷の古本屋で書籍を探していたところ、たまたま東京大学教授でゲーテ研究で有名な木村謹治に出会った。たちまち意気投合し、木村よりヨハン・ペーター・エッカーマンの「ゲーテとの対話」を一緒に読む機会が与えられ、木村が亡くなる1948年まで続いた。
この成果は粉川のゲーテ研究を確固たるものにした。そしてゲーテ生誕200年を記念して1949年に財団を設立。1964年には東京・渋谷に当時の金額で1億2千万円かけて「東京ゲーテ記念館」(初代)を竣工させた。その後も醸造機械の販売をする会社の経営を続けては、ゲーテ関連の本を買うという事を繰り返し、集めたゲーテ関連書籍類は15万点以上にも及ぶという。手狭になったので1988年には東京・西ヶ原に現在の東京ゲーテ記念館が竣工した。
1989年に82歳で没。
子に粉川哲夫がいる。実弟に『昭和の蹉跌―血盟団と五・一五事件』執筆者の粉川幸男。